# غضنفر اوزجان
غضنفر اوزجان (ترکی استانبولی: Gazanfer Özcan؛ ‏ ۲۷ ژانویهٔ ۱۹۳۱ – ۱۷ فوریهٔ ۲۰۰۹) هنرپیشه اهل ترکیه بود. وی بین سال‌های ۱۹۵۲ تا ۲۰۰۹ میلادی فعالیت می‌کرد.
از فیلم‌ها یا مجموعه‌های تلویزیونی که وی در آن‌ها نقش داشته است، می‌توان به فرشته سپید اشاره نمود.